# نووی (شهرستان یرمکیفسکی، باشقیرستان)
نووی (انگلیسی: Novy, Yermekeyevsky District, Republic of Bashkortostan) یک شهرک در شهرستان یرمکیفسکی استان باشقیرستان کشور روسیه است.